# Fyen Rundt
Fyen Rundt er en cykelsportsbegivenhed afviklet på Fyn én gang om året.
Løbet består dels af et motionscykelløb og et eliteløb.
Eliteløbet har været afviklet siden 1894 og er dermed verdens tredjeældste landevejsløb. Kun Liège-Bastogne-Liège og Milano-Torino er ældre.
Motionsløbet kom til i 1970'erne. Det har flere gange haft over 2000 deltagere. I 2023 var deltagerantallet lidt over 500.
Løbet afvikles på en søndag i sommerhalvåret. 2023-udgaven blev afviklet i maj måned.

## Afviklet
Fyen Rundt arrangeres i et samarbejde mellem Udvikling Fyn og Cykling Odense. Cykling Odense har stået bag løbet siden starten, mens Udvikling Fyn (tidligere Sport Event Fyn) blev partner i 2010.

## Ruterne
Skønt Fyen Rundt afvikles i et land uden høje bjerge, er det alligevel et bakket løb med stigningsudfordringer undervejs.
Den stejleste større stigning er den såkaldte Golfbakke, der indgår i løbets længste ruter. Bakkens maksimale stigningsprocent er 10, og den har en højdeforskel på 75,5 meter.
På Vissenbjergbakken, som stiger med op til 7 procent, er der indlagt en spurt i 116 meters højde.
Traditionelt har målområdet befundet sig i Odense, men i de senere år har Middelfart været målby. Det betyder, at Båring Bakke lidt øst for Middelfart indgår i alle ruter. Eliteløbet afsluttes med en bynær rundstrækning, der køres flere gange.

## Prominente deltagere
Eliteløbet vindes oftest af danske ryttere. Det mest prominente navn blandt disse er den tidligere verdensmester Mads Pedersen, der har vundet Fyen Rundt tre gange: i 2016, 2018 og 2022. Også Michael Mørkøv har sejret (2011). Af andre professionelle, der i de senere år har opnået podieplaceringer i løbet, kan nævnes Mattias Skjelmose, Casper Pedersen og Alexander Kamp.

## Vindere af eliteløbet

### Amatører
| - 1894 : H. A. Gregersen - 1895 : Knud Mortensen - 1896 : J. P. Andersen og Knud Mortensen - 1897 : Henrik Henriksen - 1898 : O. Wahlquist - 1899 : O. Jensen - 1900 : Hans Nielsen - 1901 : H.P. Hansen - 1902 : H.P. Hansen - 1903 : Carl Andreasen - 1904 : H.P. Hansen - 1905 : Ernst Jensen - 1906 : H.P. Hansen - 1907 : Ernst Jensen - 1908 : Godtfred Hegelund Olsen - 1909 : Ikke arrangeret - 1910 : F. Rosted - 1911 : Niels Poulsen - 1912 : Johan Jensen - 1913 : Carl Andreasen - 1914-22 : Ikke arrangeret - 1923 : Svend Aage Johansen - 1924 : Hans Eriksen - 1925 : Erik Eloe Andersen - 1926 : Eigil Jensen - 1927 : Henry-Peter Hansen - 1928 : Orla Jørgensen - 1929 : Oluf Clausen - 1930 : Henry-Peter Hansen - 1931 : Valdemar Christiansen | - 1932 : Ikke arrangeret - 1933 : Arthur Johansen - 1934 : Ikke arrangeret - 1935 : Arthur Johansen - 1936 : Arthur Johansen - 1937 : Emanuel Hansen - 1938 : Bent A. Madsen - 1939 : Georg Sørensen - 1940 : Frode Sørensen - 1941 : Rudolf Rasmussen - 1942 : Christian Pedersen - 1943 : Georg Sørensen - 1944 : Christian Pedersen - 1945 : Tor Mikkelsen - 1946 : Rudolf Rasmussen - 1947 : Viggo Hansen - 1948 : Bent A. Nielsen - 1949 : Poul Dideriksen - 1950 : Evert Larsson - 1951 : Stig Nedergaard - 1952 : Leif Johannes Nielsen - 1953 : Helmuth Hansen - 1954 : Jørgen Frank Rasmussen - 1955 : Leif Lund Nielsen - 1956 : Bendy Pedersen - 1957 : Bendy Pedersen - 1958 : Mogens Tvilling - 1959 : Poul Nielsen - 1960 : Knud Enemark - 1961 : Leif Larsen - 1962 : Jens Peter Ilsøe | - 1963 : Jens Peter Ilsøe - 1964 : Ole Højlund - 1965 : Jens Andersen - 1966 : Johnny Knudsen - 1967 : Johnny Knudsen - 1968 : Verner Blaudzun - 1969 : Verner Blaudzun - 1970 : Ikke arrangeret - 1971 : Jørgen Schmidt - 1972 : René Dillen - 1973-76 : Ikke arrangeret - 1977 : Henning Jørgensen - 1978 : Jan Høegh - 1979 : Jon Rangfred Hansen - 1980 : Eigil Sørensen - 1981 : René Byrgesen - 1982 : René Byrgesen - 1983 : Michael Markussen - 1984 : Niels Ole Hald - 1985 : Kim Kronborg - 1986 : Vagn Scharling - 1987 : Benny Pedersen - 1988 : Vagn Scharling - 1989 : Benny Pedersen - 1990 : Søren Christiansen - 1991 : Claus Michael Holm - 1992 : Kim Marcussen - 1993 : Kim Marcussen - 1994 : Marc Strange Jacobsen - 1995 : Johan Fagrell |

### Professionelle
| År   | Vinder                 | Toer                  | Treer                    |        |
| ---- | ---------------------- | --------------------- | ------------------------ | ------ |
| 1996 | Michael Sandstød       | Tayeb Braikia         | Kim Marcussen            |        |
| 1997 | Michael Steen Nielsen  | Tayeb Braikia         | Nicolaj Bo Larsen        |        |
| 1998 | Brian Walton           | Svein Gaute Hølestøl  | Allan Johansen           |        |
| 1999 | Nicolaj Bo Larsen      | Allan Johansen        | Bjarke Nielsen           |        |
| 2000 | Morten Sonne           | Michael Skelde        | Michael Johansen         |        |
| 2001 | Nicolaj Bo Larsen      | Jimmy Hansen          | Jacob Gram Nielsen       |        |
| 2002 | Jacob Moe Rasmussen    | Jakob Piil            | Allan Bo Andresen        |        |
| 2003 | Jacob Moe Rasmussen    | Lars Bak              | Michael Skelde           |        |
| 2004 | Jacob Moe Rasmussen    | Allan Johansen        | Jonas Holmqvist          |        |
| 2005 | Jacob Moe Rasmussen    | Lasse Bøchman         | Morten Ryberg Gottlieb   |        |
| 2006 | Alex Rasmussen         | Jacob Moe Rasmussen   | Thomas Kristiansen       |        |
| 2007 | Michael Berling        | Roger Kluge           | Thomas Guldhammer        |        |
| 2008 | Lars Ulrich Sørensen   | Sebastian Balck       | Jacob Moe Rasmussen      |        |
| 2009 | Daniel Foder           | Kasper Jebjerg        | Nikola Aistrup           |        |
| 2010 | Jens-Erik Madsen       | Rasmus Guldhammer     | Pim De Beer              |        |
| 2011 | Michael Mørkøv         | Michael Reihs         | Jesper Hansen            |        |
| 2012 | Angelo Furlan          | Kristian Haugaard     | Arie den Hartog          |        |
| 2013 | Asbjørn Kragh Andersen | Daniel Foder          | Jesper Odgaard Nielsen   |        |
| 2014 | Kasper Klostergaard    | Mads Pedersen         | Mark Sehested Pedersen   |        |
| 2015 | Andreas Vangstad       | Alexander Kamp        | Yoeri Havik              |        |
| 2016 | Mads Pedersen          | Audun Brekke Fløtten  | Adriaan Janssen          |        |
| 2017 | Audun Brekke Fløtten   | Casper Pedersen       | Syver Wærsted            |        |
| 2018 | Mads Pedersen          | Michael Mørkøv        | Bas van der Kooij        |        |
| 2019 | Rasmus Quaade          | Nicklas Amdi Pedersen | Mattias Skjelmose        |        |
| 2020 | aflyst                 | aflyst                | aflyst                   | aflyst |
| 2021 | Niklas Larsen          | Rasmus Bøgh Wallin    | Kasper Andersen          |        |
| 2022 | Mads Pedersen          | Elmar Reinders        | Sebastian Kolze Changizi |        |
| 2023 | Carl-Frederik Bévort   | Nicklas Amdi Pedersen | Alexander Salby          |        |
| 2024 | Lasse Norman Leth      | Mads Würtz Schmidt    | Tobias Aagaard Hansen    |        |
| 2025 | Daniel Stampe          | Morten Nørtoft        | Rasmus Søjberg Pedersen  |        |

## Kultur
Man kan ikke vinde motionsløbet Fyen Rundt, da der bl.a. af sikkerhedsmæssige årsager ikke er lagt op til ræs på ruten og spurt i målområdet. Der er dog hvert år præmier til de hurtigste på bakkespurten ved Vissenbjergbakken, hvor det er sikkerhedsmæssigt forsvarligt.